# Yaginumaella gogonaica
Yaginumaella gogonaica is een spinnensoort uit de familie springspinnen (Salticidae). De soort komt voor in Bhutan.